# Realismus (Kunst)

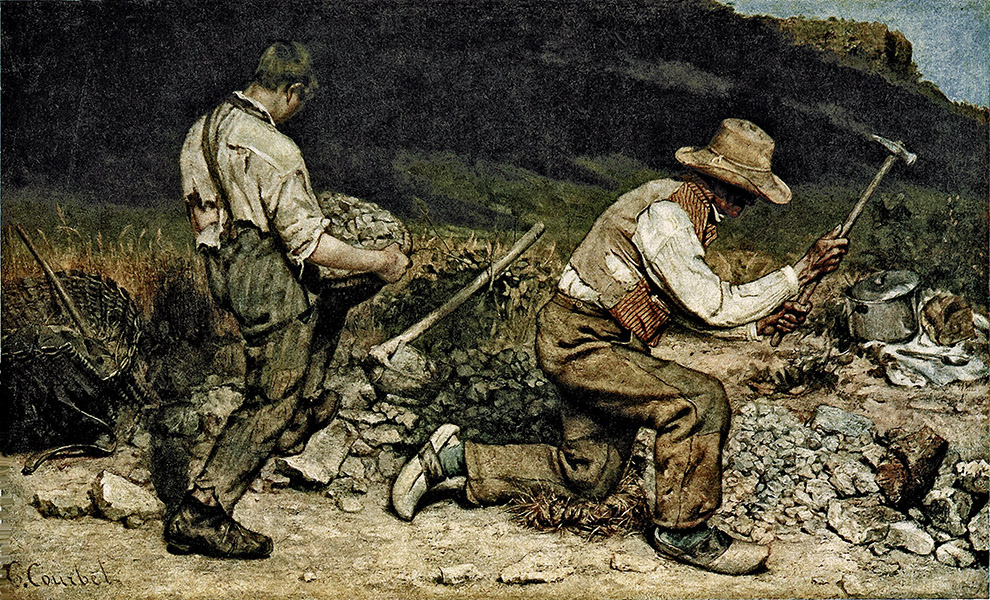
Gustave Courbet: Die Steineklopfer (1849)

Realismus (von lateinisch realis ‚die Sache betreffend‘; res: „Sache, Ding“) bezeichnet in der Kunstgeschichte eine Mitte des 19. Jahrhunderts in Europa einsetzende neue Kunstauffassung, die sich gegen die Darstellungsweise des Klassizismus und der Romantik wandte. Die Kunst des Realismus versucht, der sozialen  Realität und dem Alltag der Menschen aufgrund genauer Beobachtung ihrer charakteristischen Merkmale ohne Idealisierung oder Stilisierung so nahe wie möglich zu kommen. In diesem allgemeinen Sinn gab es realistische Kunst auch schon in früheren Epochen, z B. in der Antike oder Renaissance.

## Realismus in der französischen Malerei des 19. Jahrhunderts
Die Aneignung der Wirklichkeit durch den Künstler und ihre darauffolgende Transformation in ein Kunstwerk sowie ihre politische Konnotation sind charakteristisch für den Realismus. Sie propagiert Alltäglichkeit und Sachlichkeit.
Ihr bekanntester Vertreter war der französische Maler Gustave Courbet (1819–1877), welcher sich den damals noch sehr unscharf und ungenau definierten Begriff der realistischen Kunst aneignete und ihn wegen seiner provokanten Wirkung für seine Kunst verwandte. Die Inhalte seiner Werke wirkten prägend auf den Begriff Realismus. Hauptanliegen Courbets war es, aus der Kenntnis der (künstlerischen) Tradition und seiner eigenen Individualität schöpfend, lebendige Kunst zu schaffen.

## Eingrenzung und Vorläufer
Der Begriff Realismus wird streng kontextbezogen verwendet und ist daher sinnvariabel. Schwierigkeiten bei der Verwendung der Begriffe realistisch und Realismus ergeben sich aus ihrer Doppeldeutigkeit. Zum einen bezeichnet dieser kunstgeschichtliche Terminus eine Kunstströmung des 19. Jahrhunderts, welche sich dem Alltag sowie der Gesellschaft widmete und dabei politisch motiviert war, weshalb gesellschaftliche Verhältnisse sowie deren Widersprüche und Konflikte häufig Themen realistischer Bilder sind.
Zum anderen kann der allgemeinen Wortbedeutung folgend als „realistisch“ bezeichnet werden, was dem dargestellten Gegenstand, Thema oder der Idee äußerst nahekommt. Es kann dem Schein nach für wahr gehalten werden. „Realistische“ Tendenzen können demnach schon in früheren Kunstwerken beobachtet werden. So wurde z. B. Albrecht Dürers Aquarell Junger Feldhase (1502) in seiner Darstellung als so „wahrscheinlich“, so lebensecht empfunden, dass man den Hasen für real und lebendig halten konnte. Dieses Beispiel soll verdeutlichen, dass eine lebensgetreue Darstellung kein Garant für ein realistisches Bild im Sinne der kunsthistorischen Definition ist. Hinzu kommt, dass in jeder künstlerischen Form des Ausdrucks Bezug auf die Realität genommen wird. Diese Bezugnahme geschieht unterschiedlich und grenzt so u. a. die einzelnen Strömungen des Realismus wie Neuer Realismus, Phantastischer Realismus oder Fotorealismus voneinander ab. Allein die Darstellung der Realität, so wie der Künstler sie sieht bzw. zeigen will, ist demnach nicht maßgebend, um Kunst dem „Realismus“ zuzuordnen.

## Systematischer Realismusbegriff
Die Kunstform des Realismus strebt danach, durch die Darstellung der gegenständlichen Welt ohne Schönung aufzudecken, wie diese wirklich ist. Dabei kann die Darstellungsweise „anecken“ und ist nicht zwangsläufig mimetisch (Natur nachahmend).
Der Naturalismus grenzt sich u. a. in seiner Darstellungsweise durch Orientierung an der äußeren Natur ab. Nach dem Kunsthistoriker Klaus Herding soll ein realistisches Kunstwerk auf die jeweilige „Wirklichkeit nicht nur informierend […], sondern transformierend und aufklärend“ einwirken. Dementsprechend spiegelt ein realistisches Kunstwerk nicht einfach die wirkliche Welt wider, sondern verdeutlicht die Wirklichkeit einer Idee oder einer Vorstellung. Betont werden muss die politische Dimension des Realismus. Seit der Entstehung des Französischen Realismus im 19. Jahrhundert wurde diese Kunstform mit demokratischen und republikanischen Tendenzen in Verbindung gebracht. Nicht zuletzt durch Courbet erhielt der Realismus seine politische Bedeutung.
Realistische Kunst kann nicht an bestimmten darstellerischen oder verfahrensspezifischen Charakteristika/ Eigenschaften erkannt werden. Vielmehr folgt sie aus dem Zusammenhang zwischen der (politischen) Absicht des Künstlers und der Rezeption (gesellschaftlichen Aufnahme und „Lesart“) des Werks.
Nach dem Philosophen und Literaturkritiker Roland Barthes, der seinen Realismusbegriff eigentlich auf die Literatur anwendet, ist Wirklichkeit das Ergebnis einer künstlerischen Arbeit. Dieser Effekt des Wirklichen ist nur durch Inszenierung zu erhalten. Dabei werden viele Details in Erzählungen bzw. Gemälde mit einbezogen, die für die Handlung unwichtig sind sowie über das übliche Maß der Milieu-Beschreibung hinausgehen. Die Einbindung von unwichtigen, überflüssigen Details impliziert, dass sich die dargestellten Dinge so zugetragen haben und nicht anders – die Wirklichkeit wird ohne jede Auslassung wiedergegeben. Diese „unnützen“ Details können als erzählerischer Luxus gelten, da sie geschickt in die Erzählung bzw. in das Gemälde eingebunden werden müssen. Um nicht als plumpe Aufzählung bzw. Aufreihung durch den Rezipienten aufgefasst zu werden, bedarf es somit einer besonderen Geschicklichkeit des Künstlers.
Der Wirklichkeitseffekt kann als Verdrängung von Allegorien aus der bildenden Kunst verstanden, der dennoch einen metaphorischen Inhalt transportiert. An Werken realistischer Kunst wurde folglich häufig jene Summierung von Fakten im Bild kritisiert, die für den Wirklichkeitseffekt genutzt wurden.
Der Philologe Roman Jakobson definiert den Begriff Realismus in einem Essay von 1921 einerseits als „eine Kunstströmung mit dem Ziel, die Realität durch Streben nach einem Maximum an Wahrscheinlichkeit möglichst unverfälscht wiederzugeben“ – was dem systematischen Begriff entspricht –, andererseits jedoch auch als „die Summe charakteristischer Merkmale einer bestimmten Kunstrichtung des 19. Jahrhunderts“. Letzteres lässt sich dem historischen Realismusbegriff zuordnen.
Jakobson verdeutlicht bildhaft, dass der Realismusbegriff nicht nur von der Intention des Künstlers abhängt, welcher sein Werk als möglichst wahrscheinlich konzipiert, sondern ebenfalls stark von der individuellen Auffassung des Betrachters im historischen Kontext:

„So wird ein zeitgenössischer Beurteiler Realismus bei Delacroix, nicht aber bei Delaroche, bei El Greco und Andrej Rublev, nicht aber bei Guido Reni, in der skythischen Bauersfrau, nicht aber im Laokoon sehen. Genau umgekehrt hätte ein Akademiezögling des vorigen Jahrhunderts geurteilt.“

## Realismus als historische Stilrichtung
Im Lauf der Geschichte wurden verschiedene Kunstströmungen als „Realismus“ oder „realistisch“ bezeichnet. Roman Jakobson formuliert 1921 treffend, dass nicht „das Reale“ Referenz realistischer Kunst sei, sondern jene Konstrukte, die das historische, sich wandelnde Wirklichkeitsverständnis dirigieren. Dementsprechend ist, wie bereits erwähnt, der Kontext der Wortverwendung zu berücksichtigen.
In Abgrenzung zu der im Mittelalter üblichen Nutzung des Begriffs Realismus, der an die philosophische Debatte des Universalienstreits geknüpft war, erlangt der Begriff in der Neuzeit eine genauere Kontur gegenüber dem Idealismus. Zu dieser Zeit wurde der Begriff Realismus, da er im Sinne der mimetischen Nachahmung der Natur verstanden wurde, negativ bewertet. „Das Wort Realismus ist als ästhetischer und poetologischer Begriff seit den neunziger Jahren des 18. Jh. gebräuchlich; es bezeichnet den Weltbezug modern differenzierter Kunst und löst die alteuropäische Kategorie ‚Nachahmung‘ ab, die zur Kopierformel abgewertet wird.“ Das Kunstpotential realistischer Werke wurde somit bestritten. Erst später, Mitte des 19. Jahrhunderts, sollte es zu einer Positivierung der Kunstbewegung kommen.

### Französischer Realismus im 19. Jahrhundert

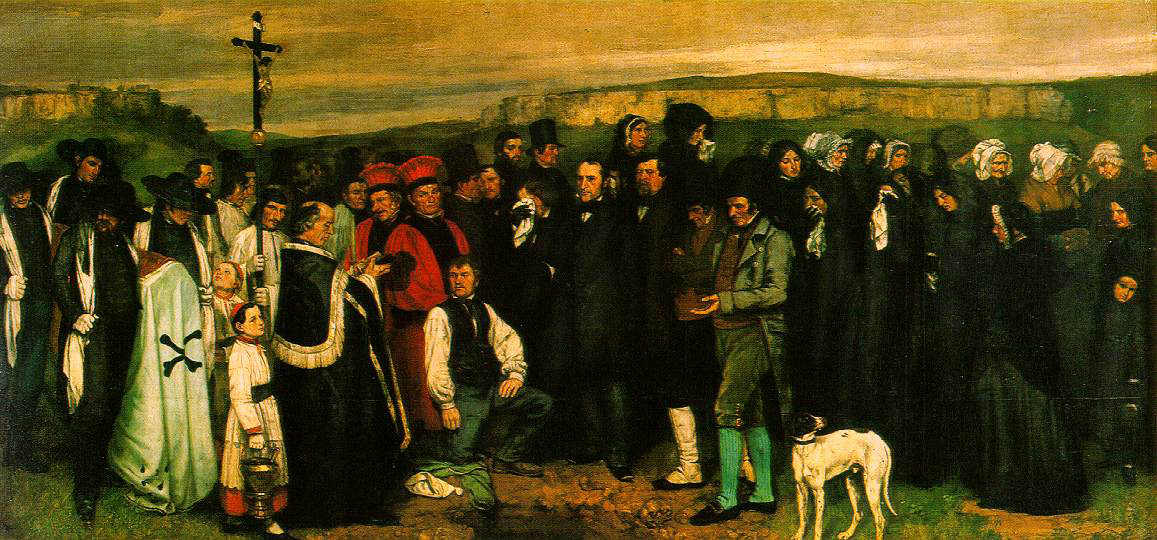
Gustave Courbet: Ein Begräbnis in Ornans (1850)

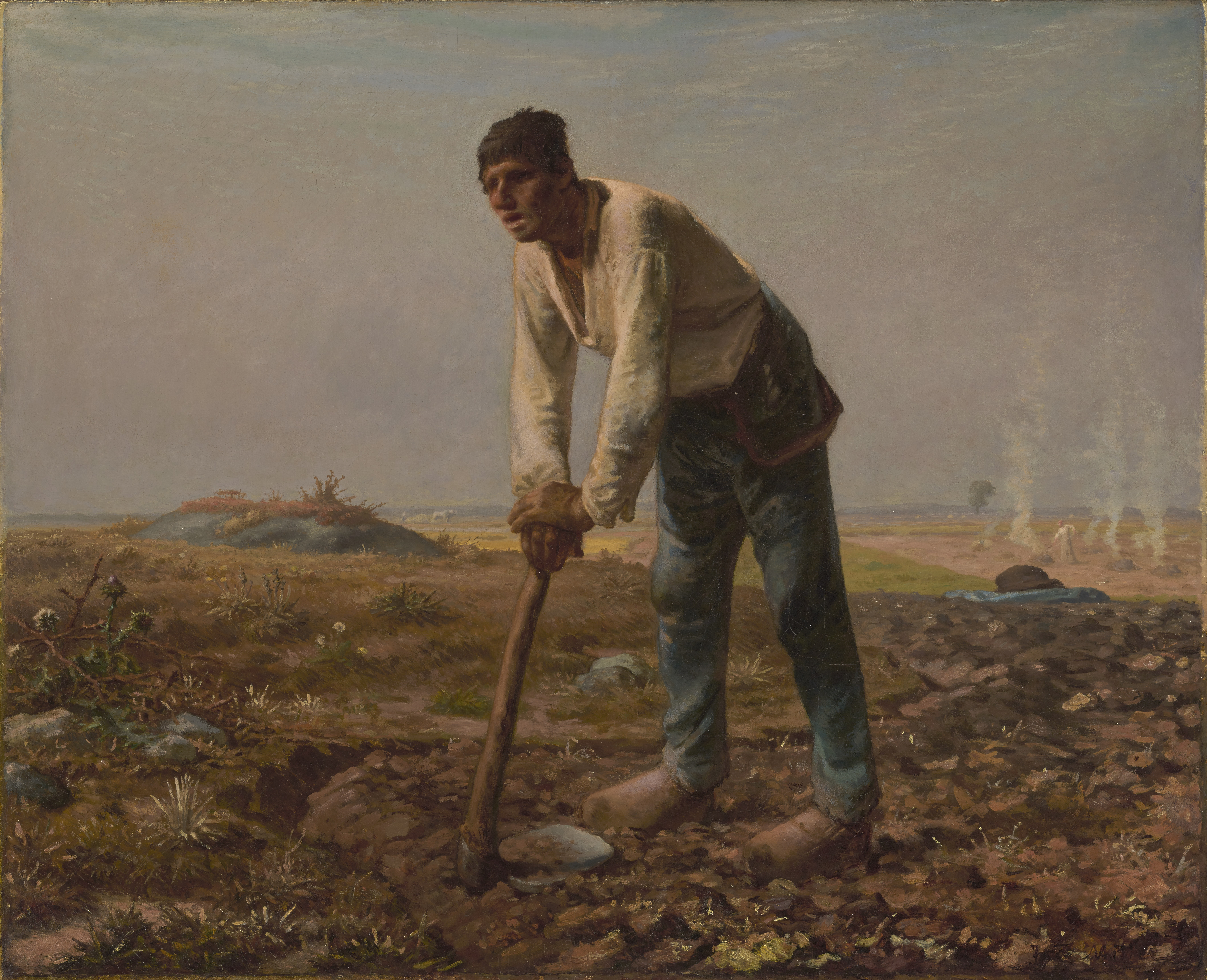
J.-F. Millet: Der Mann mit der Hacke (1861–1862)

Der Begriff des Realismus, der als Gegenbegriff zum Klassizismus in der Literaturkritik seit 1821 nachweisbar ist, wurde erst in den 1850er Jahren auf die bildende Kunst übertragen. Vorbereitet wurde der Realismus in Frankreich durch Théodore Géricault. Ab der Mitte des 19. Jahrhunderts wird der Begriff Realismus programmatisch in Frankreich verwendet. Wortführer sind u. a. die Schriftsteller und Kunstkritiker Jules Champfleury und Edmond Duranty. Sie verteidigen den Realismus als eine positive Wiedergabe der modernen Gesellschaft. Dabei wenden sie sich gegen klassizistische und romantische Normierung des Schönen in der idealistischen Akademischen Kunst und bekunden ein Interesse an den Lebensbedingungen der Unterschicht. Beiden geht es um eine Kunst des Wahren, die eine politische Dimension – entstanden aus der Opposition gegen Napoleon III. – in ihre Definition einbezieht.
Der französische Maler Gustave Courbet gilt als das „Gesicht“ des Realismus. Für ihn ist Realismus eine ihrem Wesen nach demokratische Kunst, welche die „Verneinung des Ideals“ und die „Selbstbefreiung des Individuums“ beinhaltet. In diesem Zusammenhang erklärt sich vielleicht auch sein Anspruch, allgemeinverständliche Kunst zu schaffen, die nicht allein Bildungseliten ihren Inhalt offenbart. Seine künstlerische Karriere begann Courbet mit Porträts, darunter auch mehreren Selbstdarstellungen in mittelalterlichem Kostüm. Wenig später verwarf er allerdings alles, was er den „Putz der Romantik“ nannte. Er schreibt, ähnlich wie man den Begriff „Romantiker“ den „Männern von 1830“ aufgezwungen habe, hätte man ihn nach der Ausstellung seines ersten Hauptwerks Ein Begräbnis in Ornans, als Realisten bezeichnet. Als abgelehnt wurde, einige seiner Werke im Jahr 1855 bei der Pariser Weltausstellung zu zeigen, eröffnet Courbet einen eigenen Pavillon – den Pavillon du Réalisme. In seinem Manifest des Realismus schreibt er:

„Ich habe ohne System und ohne Vorurteil die Kunst der Alten und der Modernen studiert. Weder wollte ich die einen imitieren noch die anderen kopieren; noch weniger war mein Ziel ein triviales >l´art pour l´art< Nein! Ich wollte lediglich aus meiner vollkommenen Vertrautheit mit der Tradition das überlegte und unabhängige Bewusstsein meiner eigenen Individualität ziehen. Kennen und verstehen, um schöpferisch tätig zu sein – das war meine Idee. Fähig zu sein, die Sitten, Gedanken, Erscheinungen meiner Epoche nach meiner eigenen Einschätzung zu übersetzen; nicht nur ein Maler zu sein, sondern zugleich ein Mensch; kurz, eine lebendige Kunst zu schaffen – das war mein Ziel.“

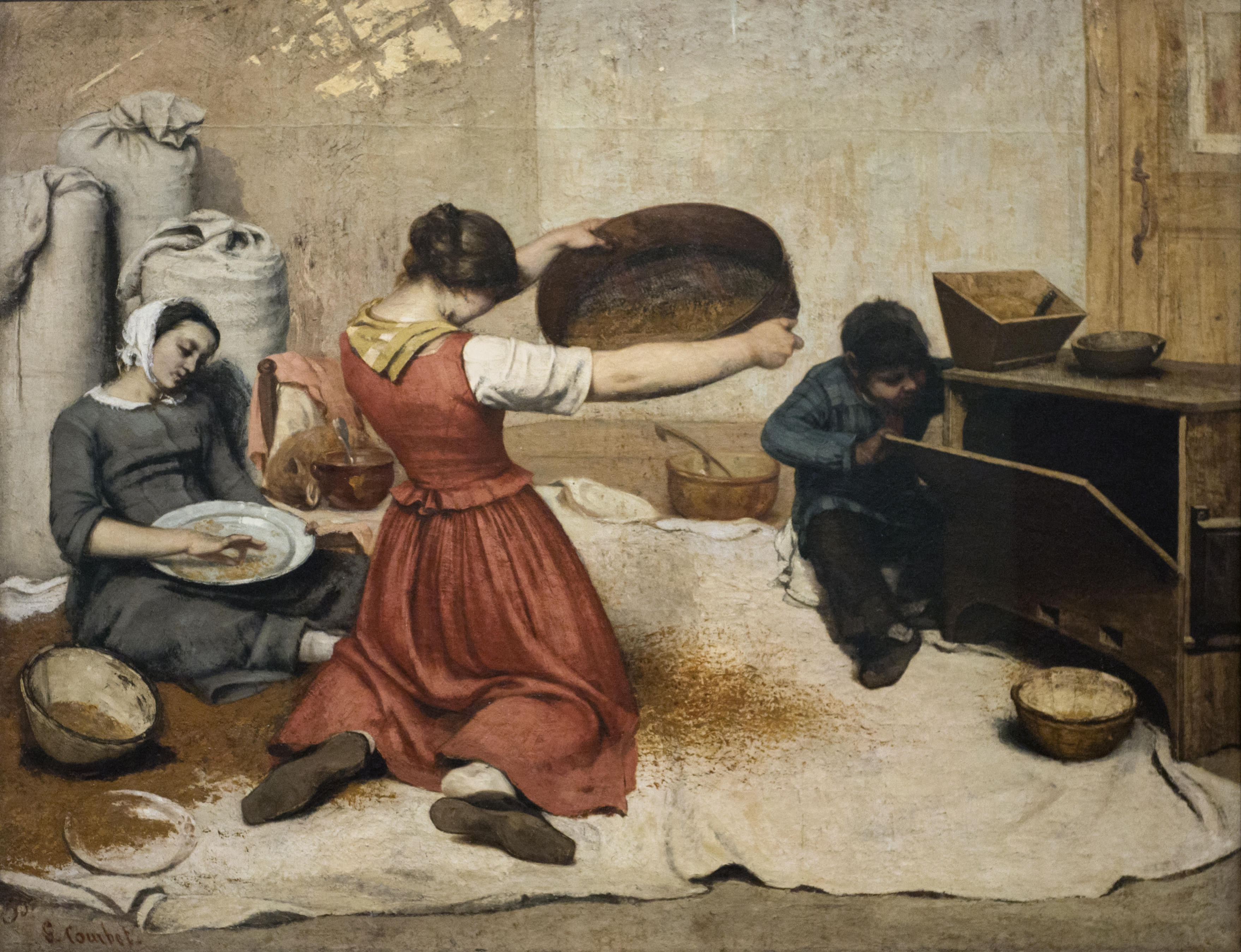
Gustave Courbet: Die Kornsieberinnen (1854)

Neben Courbet, der sich in seinen Bildern vornehmlich Mitgliedern des ländlichen Mittelstands und der Arbeiterschicht widmete – wobei vor allem Die Steineklopfer und Die Kornsieberinnen als sozialkritisch gesehen werden können – arbeitete auch Jean-François Millet (1814–1875) mit solch kritischen Bildthemen. Viele Darstellungen von Landarbeitern und Besitzlosen zählen zu seinem Œuvre. Gegen die sozialistische Interpretation seines Mann mit Hacke von 1852 bis 1862 wehrte er sich jedoch vehement. Millet, der selbst Sohn eines gutsituierten Bauern war und als Lieblingsschüler von Delaroche in Paris Kunst studierte, schloss sich 1849 einer Gruppe von naturalistischen Landschaftsmalern – der Schule von Barbizon – an.
Eugène Delacroix ist einerseits dem Realismus verpflichtet, seine Werke weisen aber wegen ihrer teils schockierenden Sujets über den Stil der Epoche hinaus. Wegen seiner kühnen Farbverwendung kann er als Wegbereiter des Impressionismus gelten.
Neben Courbet und Millet lassen sich auch Constant Troyon und Charles-François Daubigny als Realisten im kunsthistorischen Sinn bezeichnen.

### Deutscher Realismus im 19. Jahrhundert

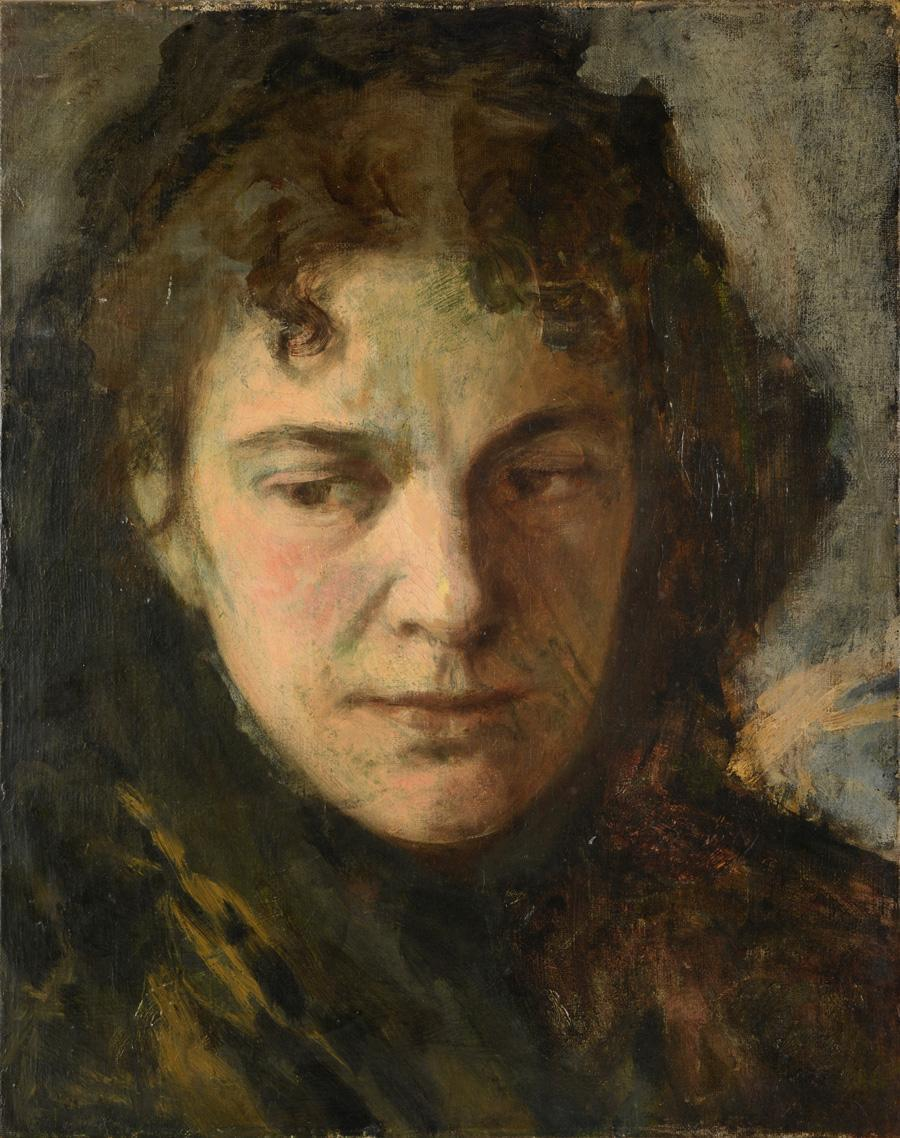
Wilhelm Leibl: Porträt einer jungen Frau

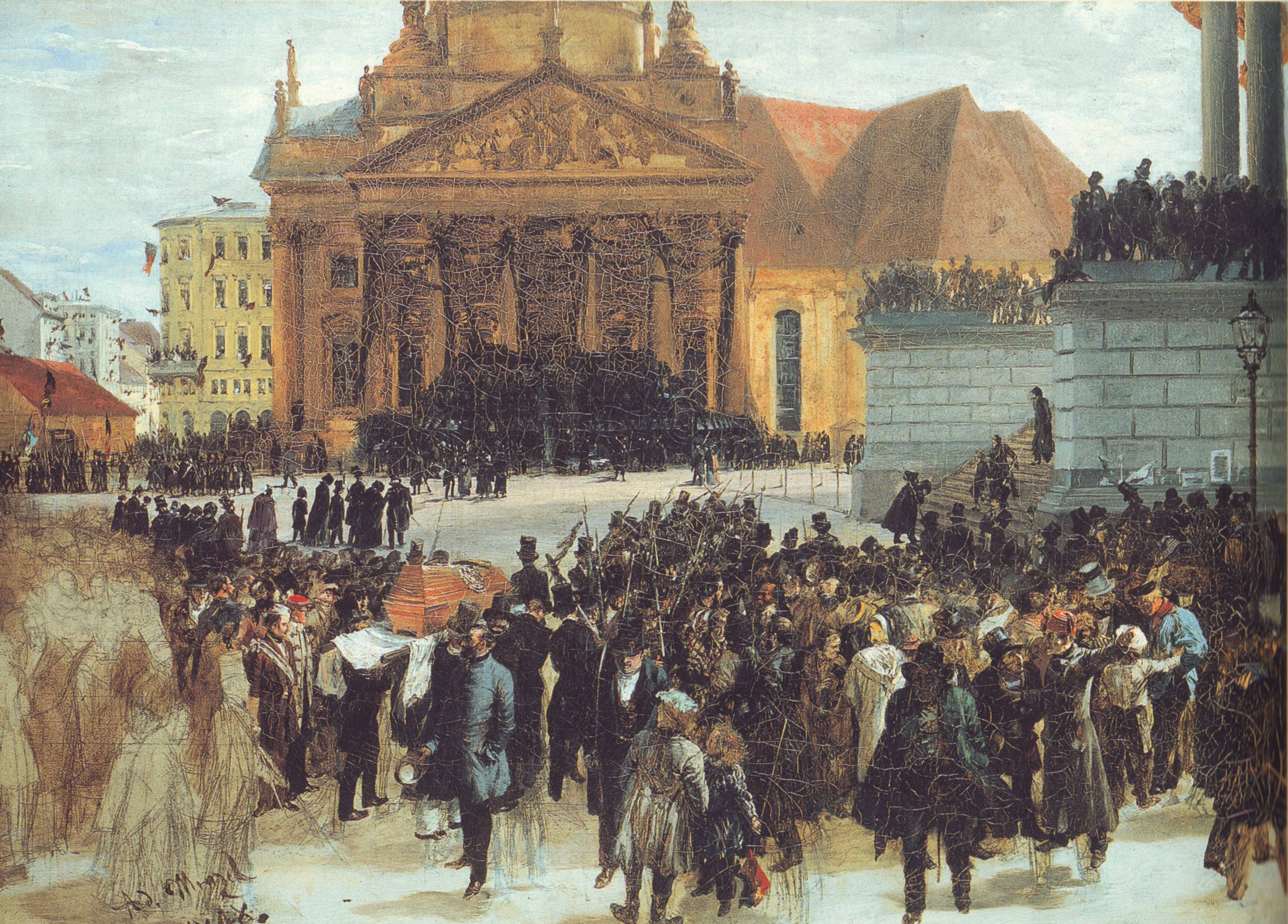
Adolph Menzel: Aufbahrung der Märzgefallenen (1848), 1848, Hamburger Kunsthalle

Vorbereitet wurde der Realismus in Deutschland durch Maler wie Carl Blechen. Adolph Menzel gilt als wichtigster deutscher Vertreter des Realismus. Neben realistischen Historienwerken erhob er die Wirklichkeit verschiedener gesellschaftlicher Schichten wie im „Eisenwalzwerk“ (1875) zum Bildsujet. Nach der Deutschen Revolution 1848 wurden auch Maler wie Ludwig Knaus oder Franz von Defregger als Realisten bezeichnet. Deren Kunstverständnis stand dem zeitlich parallelen Bürgerlichen Realismus in der deutschen Literatur nahe. Es wurde von der zeitgenössischen Kunstkritik und Ästhetik scharf abgegrenzt vom französischen Realismus im Stile Courbets und vielmehr als adäquate Antwort auf die Realismuskritik des Deutschen Idealismus angesehen.
Von Courbet deutlicher beeinflusst waren hingegen die Münchner Realisten um Wilhelm Leibl, der sogenannte Leibl-Kreis. Auch einzelne Werke von Hans Thoma, einem Symbolisten, können dem Realismus zugerechnet werden.
Die immer häufigeren Darstellungen des Landlebens führten dazu, dass sich die Licht- und Farbgestaltung der Freilichtmalerei (Pleinairismus) allmählich durchsetzte. So leiten Leibls spätere Arbeiten nicht nur zum Naturalismus, über, sondern auch zum Impressionismus, auf den noch deutlicher viele Werke Menzels verweisen.

### Kritik am Realismus

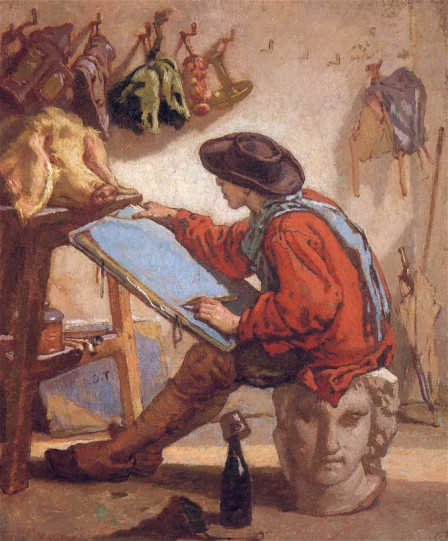
Thomas Couture: Der Realist (1865)

Kritik äußerte beispielsweise der Schriftsteller und Dichter Friedrich Schiller. „Bleibt [der Dichter/Künstler] bei der Wirklichkeit stehen…“ werde er „realistisch und, wenn es ihm ganz an Phantasie fehlt, gemein.“ Schillers Kritik eines mimetischen Weltbezugs knüpft an die damals vorherrschende Vorstellung, dass die Schönheit, die in der Antike noch erfahrbar gewesen war, in der modernen Lebenswirklichkeit verschwunden sei. Aus dieser Vorstellung, dass die Gegenwart nicht „schön“ wie die Antike sei und dementsprechend nicht exakt dargestellt werden sollte, folgt die Mimesis-Kritik.
Basierend auf der platonischen Mimesis-Kritik, hatte sich schon in der zweiten Hälfte des 18. Jahrhunderts die Idee verfestigt, dass Kunst nicht bloße Repräsentation, sondern Transformation von Wirklichkeit sein solle. Auch in der Hegelschen Ästhetik wurde die mimetische Kopie als ein handwerkliches Kunststück abgewertet, die keinen Anspruch auf einen eigenen künstlerischen Wert besäße. Den Zeitgenossen Schillers kam es vielmehr darauf an, die entflohene Schönheit dem Realen zurückzugeben. Sie forderten eine Verknüpfung von Idealismus und Realismus. Die als realistisch bezeichnete Kunst wird als Gegensatz zu „schöner Kunst“ oder zum „ästhetischen Synthesismus“ verstanden. Die Programmatik des Realismus „trägt alle Züge der epochalen Debatte um den Gegensatz antiker und moderner, naiver und sentimentalistischer klassischer und romantischer Kunst“ in sich.
Auch Goethe, der immerhin eingestand, empfänglich für den realistischen „Tick“ seiner Epoche zu sein, verwendete den Begriff des Realismus in Bezug auf die Bildenden Künste nicht nur zustimmend. Er schreibt: „Die echte Kunst hat einen idealen Ursprung und eine ideale Richtung, sie hat ein reales Fundament, aber sie ist nicht realistisch.“
Die Karikatur Der Realist von Thomas Couture aus dem Jahr 1865 verdeutlicht die ‚Anerkennung‘, die realistischen Künstlern zuteilwurde. Couture stellt einen Maler da, der die antike Kopfbüste als Schemel nutzt und stattdessen einen Schweinekopf abzeichnet. Sein Hut und die Pfeifen weisen ihn als Mitglied der Bohème aus, die Flasche am Boden hingegen als Säufer. Der Realist ist ein Schweinemaler, so kann die Aussage dieser Karikatur verstanden werden.
In seinem Werk Die fröhliche Wissenschaft schreibt Friedrich Nietzsche über den realistischen Maler: „Er malt zuletzt davon, was ihm gefällt./ Und was gefällt ihm? Was er malen kann!“ Hier wird erneut die Polemik gegenüber den Künstlern des Realismus deutlich, deren Fähigkeiten bezweifelt werden.
Eine Reaktion auf den empfundenen Transzendenzverlust der realistischen Malerei und der verwissenschaftlichten Weltsicht zeigt sich in den Arbeiten der von der Romantik beeinflussten Präraffaeliten, z. B. in den Werken des Engländers Dante Gabriel Rossetti. Diese Strömung wird auch als Symbolischer Realismus bezeichnet.

### Fotografie und Realismus
Weit verbreitet war ebenfalls der abwertend gemeinte Vergleich der realistischen Kunst mit Daguerreotypien, der frühesten Form der Fotografie. Verbindender Kritikpunkt war vor allem die Vorstellung, Fotografien könnten ein objektives und mimetisch genaues Abbild der Welt wiedergeben. In diesem Sinne wurde der Kunstanspruch der Fotografie lange Zeit diskutiert und in Frage gestellt. Scheinbar jedes noch so kleine Detail wurde mit der Kamera festgehalten. Im Jahr 1841 schreibt Rodolphe Töpffer, die Realitätsfülle der Fotografie behindere das Erkennen eines Gegenstands.
Bedeutungsunterschiede zwischen dem Vorder- und Hintergrund waren nur schwer auszumachen. Zugleich zeigten die fotografischen Porträts die Dargestellten, egal welcher gesellschaftlichen Schicht sie angehörten, mit der gleichen Würde. Demzufolge wurde die Fotografie wie auch der Realismus als demokratisch empfunden, wobei der Fotografie keine politische Motivation zu unterstellen ist.
Es ist wichtig zu betonen, wie stark vor allem der Kritikpunkt bloßer Nachahmung das Konzept und die eigentliche Ausführung realistischer Kunst verfehlt. Vielmehr könnte diese Art der Kritik auf den Naturalismus angewandt werden.
Die Kritik an der frühen Fotografie, die sich in wesentlichen Punkten mit der Kritik am Realismus deckte, verweist darauf, dass die Fotografie selbst als realistisch angesehen wurde. Ronald Berg bezeichnet sie sogar als „Ikone des Realen“. Er merkt beispielsweise an, dass seit der Renaissance in der Malerei nach der korrekten Perspektive gestrebt wurde und somit das Ideal der „realistischen“ (im Sinne von naturalistischen) Wiedergabe der Welt verfolgt wurde. Basierend auf der Vorstellung, das fotografische Bild sei das Produkt der natürlichen Kraft des Lichts im Zusammenspiel mit der Reaktion der Chemikalien, wurde die Fotografie für ein realistisches Medium gehalten. Einer der ‚Väter‘ der Fotografie, William Henry Fox Talbot, schrieb 1844: „The plates of the present work are impressed by Nature's hand.“ Demnach sei das Bild weder das direkte Werk eines Menschen noch mittels eines mechanischen Verfahrens, sondern durch die natürliche Kraft und Aktivität des Lichts entstanden. Bedingt durch die Tatsache, dass die fotografische Abbildung den objektiven Gesetzen der geometrischen Optik unterworfen ist, sieht Talbot sie als ‚richtig‘ und wahr an.

## Tendenzen des Realismus im 20. Jahrhundert

### Neue Sachlichkeit
1925 stellte die Kunsthalle Mannheim unter dem Titel „Neue Sachlichkeit“ Werke von 32 Künstlern aus. Die Bilder waren gekennzeichnet von einer Überschärfe in der Darstellung von Gegenständen und Figuren. Man sprach bei dieser nach dem Ersten Weltkrieg entstandenen Malerei auch vom „Magischen Realismus“. Dieser will gesellschaftskritische Alltagswirklichkeit schildern. Eine weitere Ausstellung unter dem gleichen Titel 1961 im Haus am Waldsee in Berlin machte den Begriff zur Gattungsbezeichnung. Bekannte Vertreter der „Neuen Sachlichkeit“ waren Otto Dix, Karl Hubbuch, Georg Schrimpf, Richard Oelze und Christian Schad. Weitere Vertreter sind u. a. George Grosz, Eugen Hoffmann, und Käthe Kollwitz.

### American Scene
Ein Ansatz der realistischen Malerei in den USA der 1920er und 1930er Jahre, auch als Amerikanischer Realismus geläufig, hatte das Ziel, den American way of life möglichst wirklichkeitsnah zu erfassen. Diese Malerei grenzte sich zudem explizit ab gegen die Tendenzen der europäischen Kunstmoderne und gilt als einer der ersten eigenständigen Stile in der Kunst der USA. Zu seinen Vertretern zählen Edward Hopper, Georgia O’Keeffe, Charles Sheeler und Grant Wood.

### Sozialistischer Realismus

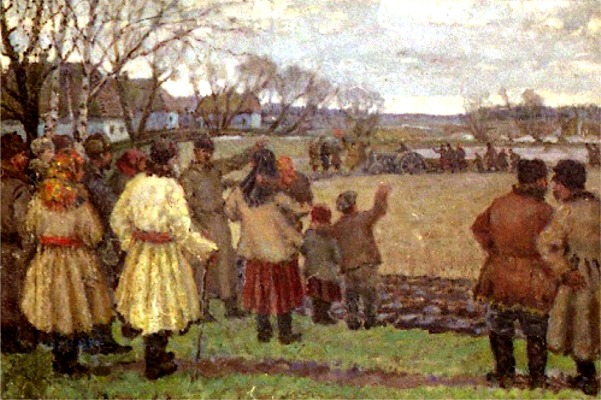
Wladimir Gawrilowitsch Krichatzkij: Der erste Traktor

In der Sowjetunion wurde nach 1930 die Malerei in den Dienst der stalinistischen Gesellschaftstheorie gestellt. In ähnlicher Form wurde auch die Kunst in der DDR dem aus dem historischen Materialismus abgeleiteten Konzept des Klassenkampfes unterworfen, da Staat und Partei die Hauptauftraggeber waren und ein freier Kunstmarkt so gut wie nicht existierte. Eine Berechtigung erlangte der Begriff vor allem aufgrund der Wahl der Themen aus dem Alltag von Arbeitern und Bauern. Durch eine Vereinfachung von Farbflächen und Umrissen wurde eine erhöhte Monumentalität angestrebt. Wichtige Vertreter des russischen und des deutschen Sozialistischen Realismus waren Alexander Michailowitsch Gerassimow, Alexander Alexandrowitsch Deineka und Willi Sitte.

### Neuer Realismus
Der Neue Realismus war eine sich Ende der 1950er Jahre entwickelnde Gegenbewegung zum Abstrakten Expressionismus und zum Informel. Er fand seine neuen Ausdrucksformen zunächst in Aktionskunst, Happening, Fluxus und Objektkunst. Mit seiner Hinwendung zu Alltagsdingen des Lebens nahm er einige Elemente der Pop Art vorweg. Hauptvertreter der Bewegung sind die Künstler der Gruppe Nouveau Réalisme. Neu unter formalen Gesichtspunkten war die Verschmelzung tradierter Bildmittel der Malerei mit Stilmitteln der Fotografie (Anschnitt, Ausschnitt, Weitwinkel, Farbstichigkeit etc.), was zu einer Revitalisierung des Mediums Tafelbild führte.
Die wohl bedeutendste Manifestation des Neuen Realismus in Deutschland war die in den 1960ern entstandene Gruppe ZEBRA. Ihr gehörten die Maler Dieter Asmus, Peter Nagel, Dietmar Ullrich und Nikolaus Störtenbecker sowie die Bildhauer Karlheinz Biederbick und Christa Biederbick an. Weitere Vertreter des Neuen Realismus in Deutschland sind Norbert Bisky, Heiner Altmeppen, Bernd Schwering, Hannes Rosenow und Fritz Koch. Dabei entstanden vielfach auch Werke mit politischer Aussageabsicht: Künstler wie etwa Siegfried Neuenhausen prangerten mit neuer realistischer Kunst gesellschaftliche Verhältnisse wie Krieg, Diktatur, Ungleichheit und Intoleranz an.

### Fotorealismus
Der Fotorealismus bezeichnet eine im Norden Amerikas und in Europa gleichermaßen wirkende Stilrichtung, die nach der Pop Art in den 1960er und 1970er Jahren aufkam und die Darstellungsmöglichkeiten der Fotografie in die großformatige Leinwandmalerei übertrug. Zu den Künstlern des Fotorealismus zählen Robert Bechtle, Chuck Close, Richard Estes, Franz Gertsch, Ralph Goings und Philip Pearlstein.

## Tendenzen des 21. Jahrhunderts
Seit Beginn des 21. Jahrhunderts machen sich verstärkt neue realistische Tendenzen in der deutschen Malerei bemerkbar.
In Anlehnung an die alte „Leipziger Schule“ der DDR-Kunst um die Maler Bernhard Heisig, Wolfgang Mattheuer und Werner Tübke werden sie als so genannte „Neue Leipziger Schule“ exemplarisch von den an der Leipziger Hochschule für Grafik und Buchkunst (HGB) lehrenden oder ausgebildeten Künstlern Arno Rink, Neo Rauch, Tim Eitel, Aris Kalaizis, Tilo Baumgärtel und Mathias Perlet vertreten.
Seit 1990 gibt es den Künstlersonderbund in Deutschland e. V. für Realismus der Gegenwart, dem einige realistisch arbeitende Künstler angehören.